# إيفان أرنولد
إيفان أرنولد (20 أغسطس 1974 بأديلايد في أستراليا - ) (بالإنجليزية: Evan Arnold)‏ هو لاعب كريكت أسترالي.

## وصلات خارجية
- إيفان أرنولد على موقع إي آس بي آن كريك إنفو (الإنجليزية)